# Tadamasa Hayashi

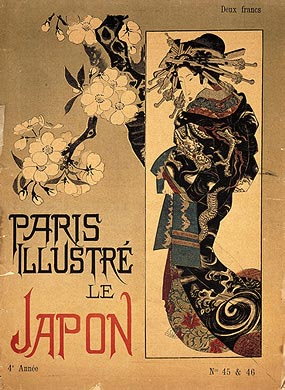
Capa da Paris Illustré "Le Japon' vol. 4, maio de 1886, no. 45-46.

Tadamasa Hayashi (林 忠正, [1853 - 1906] Erro: {{japonês}}: texto da transliteração contém caractere não latino (pos 11) (ajuda)) foi um marchand japonês e um dos maiores difusores da arte tradicional nipônica, sobretudo o ukiyo-e, na Europa. Quando criança, foi adotado pela família Hayashi, de alta classe samurai do domínio Toyama. Após graduar-se na Universidade de Tóquio, mudou-se para Paris, em 1878, trabalhando como tradutor. Na capital francesa, iniciou os trabalhos de negociante de arte. Tadamasa participou da criação da edição de maio de 1886 da "Paris Illustré", a qual foi usada como inspiração por Vincent van Gogh para o seu quadro "Japonaiserie". Em 1900, foi comissário geral da seção de arte japonesa da Exposição Universal de Paris.